# Raymond Gafner
Pour les articles homonymes, voir Gafner.
Raymond Gafner, né à Lausanne le 17 février 1915 et mort le 26 novembre 2002, est un homme politique suisse.
Docteur en droit, directeur général de l'Hôpital cantonal vaudois, commandant de la Brigade de Sauvabelin (scoutisme), président de la Société d'étudiants de Zofingue (Vaud), député au Grand Conseil Vaudois, président du Parti radical vaudois, président de la Ligue suisse de hockey sur glace, président du Comité olympique suisse, membre du Comité international olympique, officier de la Légion d'honneur (France), il est aussi auteur dramatique et écrivain.

## Biographie
Raymond Gafner suit les cours du collège classique cantonal (Lausanne) de 1925 à 1931 puis fréquente la Faculté de droit de l'Université de Lausanne où il obtient un doctorat. Il dirige ensuite l'Hôpital cantonal durant 26 ans et participe à la construction et à la mise en place du Centre hospitalier universitaire vaudois.
De 1947 à 1985, il s'engage dans le mouvement olympique, devient membre du Comité olympique suisse de 1947 à 1965, date à laquelle il en devient le président, fonction qu'il occupe jusqu'en 1985. Élu au Comité international olympique en 1969, il est ensuite nommé administrateur-délégué (1985-1989), avant d'acquérir le statut de membre honoraire en 1990. Il est également l'un des fondateurs du Musée olympique de Lausanne, inauguré en 1993.
Il se fait aussi connaître en littérature. Il publie ainsi six livres.
Colonel de l'infanterie motorisée, Raymond Gafner mène une série d'entretiens avec le général Guisan en 1953 pour la Radio suisse romande : Général Henri Guisan. Entretiens accordés à Raymond Gafner à l'intention des auditeurs de Radio-Lausanne, publiés aux Éditions de la Librairie Payot à Lausanne en 1953. Durant la mobilisation 1939-1945 il écrit son journal dont des extraits ont été publiés dans Messages de Raymond Gafner par Jérôme Guisolan, François Jeanneret, Edwin Stettler aux éditions Semper Fidelis et Libertas  en 2007.
Il meurt le 26 novembre 2002. En février 2005, ses archives sont déposées dans leur intégralité aux Archives cantonales.

## Sources
- Fonds=Gafner (Raymond) (1930-2003) [0,80 ml]. Collection : Archives privées; Cote CH-000053-1 PP 815. Archives cantonales vaudoises (présentation en ligne= https://davel.vd.ch/detail.aspx?ID=51463]